# Варан Гульда
Варан Гульда, или песчаный варан, или гоанна (лат. Varanus gouldii) — представитель рода варанов.
В ряде языков коренных австралийцев этот варан называется bungarra, кроме того, этот термин используется неаборигенным населением Западной Австралии.
Название «песчаный варан» может использоваться для других видов ящериц.

## Этимология

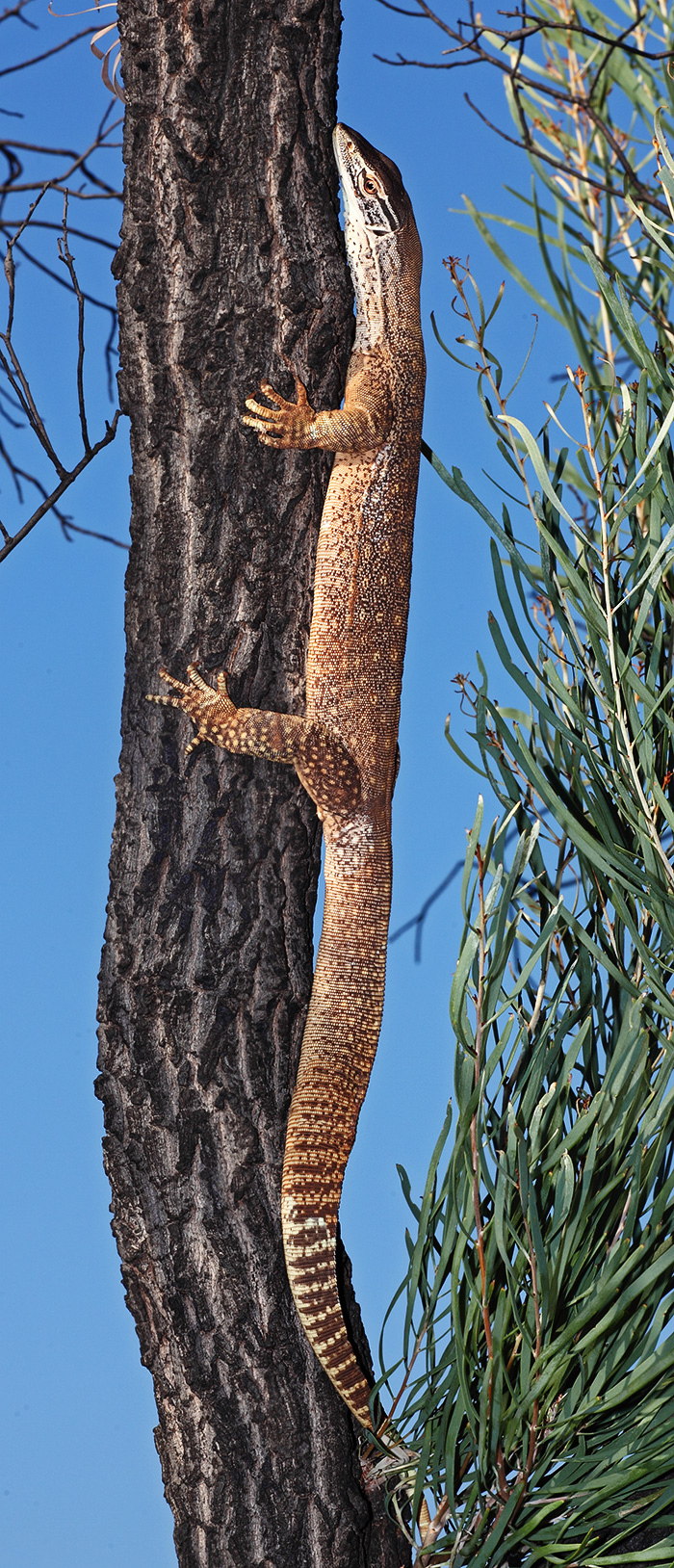
На дереве

Видовое название gouldii является латинизированной фамилией ученого, который впервые описал этот вид — английского орнитолога Джона Гульда.

## Распространение
Эндемик Австралии, распространенный на большей части этого континента.

## Описание
Общая длина достигает 140 см, а вес — до 6 кг. Хотя, большинство взрослых особей значительно меньше и не превышают в длину 1 м. Окраской и строением очень похож на аргусова варана (Varanus panoptes) и отчасти варана Розенберга (Varanus rosenbergi). Голова вытянутая, короткая, сплюснутая по бокам. Туловище цилиндрическое, удлинённое. Хорошо развитые конечности с достаточно длинными и мощными когтями. Цвет желтовато-коричневый, тёмная полоса со светлой каймой проходит через глаз. На спине группы жёлтых точек, на хвосте узкие светлые полосы, последняя треть хвоста бледнее и лишена полос. Язык раздвоенный, как у змей.

## Образ жизни
Живёт в редколесье и на лугах (бушах). Роет достаточно длинные и широкие норы, куда прячется при песчаных ураганах и от жары. Хорошо лазает по деревьям. Активен днём. При ходьбе тело варана поднято высоко над землей и лишь небольшая часть хвоста касается земли. Во время бега хвост полностью отрывается от земли.
Естественных врагов у взрослых особей немного, главным образом — более крупные виды варанов, такие как перенти, но кроме того, песчаный варан является объектом охоты австралийских аборигенов, которые для охоты устраивают на лугах искусственные пожары. Молодь поедается большим количеством хищников, в том числе инвазивными кошками и лисицами.
Чувствуя опасность, варан Гульда либо убегает, либо принимает угрожающую позу, выгнув спину, раздув свою шею и громко шипя. Он способен наносить мощные боковые удары хвостом, и может пустить в ход свои острые зубы и когти. Также известно, что они иногда встают на задние лапы в ответ на угрозы.

### Питание
В целом, варан Гульда — это оппортунистический хищник с очень гибкой диетой, обычно кормящийся на земле. Рацион молодых особей и подростков состоит в основном из насекомых и мелких ящериц, но с возрастом они становятся способны справиться с более крупной добычей. Взрослые особи поедают практически все, что меньше их самих, например, крупных насекомых, земноводных, ящериц, мелких млекопитающих (например, инвазивных грызунов) и змей. Не раз описывалось, как вараны Гульда атаковали крупных ядовитых змей, убивали и поедали их. Как и многие другие вараны, не брезгуют они и падалью — большая часть поедаемых варанами Гульда относительно крупных позвоночных, являются сбитыми на дорогах животными. Для них также весьма свойственен каннибализм.
Своим раздвоенным языком двигает из стороны в сторону, у земли или среди опавших листьев, разыскивая добычу с помощью обоняния — развитого органа Якобсона, также, как это делают змеи и другие вараны. Во время кормления все внимание варана сосредоточено на добыче, что делает его несколько уязвимым в этот момент.

### Размножение
Спаривание происходит во время влажного сезона, самец в течение нескольких дней остается рядом с самкой и может вступать в яростные схватки с конкурентами. Вараны Гульда являются яйцекладущими, как и все вараны. Самка откладывает в среднем около 10-17 яиц в термитники, которые являются неплохими инкубаторами. Для этого она прокапывает 50-60 см туннель к центру кургана. Через 6 месяцев из яиц вылупляется уже самостоятельное потомство. Средняя продолжительность жизни в неволе — 18,3 лет.

### Поведение
Ведут дневной образ жизни, самцы имеют бо́льшие территории и более активны, чем самки. Вход в норы варанов Гульда часто находится под плоскими камнями, небольшими кустарниками или бревнами. Песчаный варан часто использует муравейники и норы кроликов для укрытия вместо строительства собственных. Норы имеют важное значение для обеспечения защиты от хищников и непогоды.

## Подвиды
Выделяют два подвида:
- Varanus gouldii gouldii
- Varanus gouldii flavirufus